# Tutu Pombo
Tutu Pombo (1926 - 12 de janeiro de 1992) foi um líder indígena caiapó brasileiro. É conhecido por ter sido o primeiro líder indígena brasileiro a explorar comercialmente as reservas indígenas, permitindo a extração de ouro e de mogno de suas terras, em troca de dinheiro. Até então, os índios brasileiros costumavam reagir com violência contra a invasão de suas terras. A atitude inovadora de Tutu Pombo trouxe duas consequências: a sua tribo tornou-se a mais rica do Brasil, mas as suas terras foram devastadas pelo garimpo e pela extração de madeira. Foi avô de Kôkônhyjtí Kayapó, a primeira cacica da aldeia Kranhkrô.
A filosofia de Tutu Pombo foi combatida pelo seu parente, o mundialmente conhecido Raoni Metuktire, que advogava a preservação ecológica das terras indígenas e a manutenção do tradicional estilo de vida indígena, baseado na caça, na pesca, na coleta e na agricultura à moda indígena.
Tutu Pombo morreu em 12 de janeiro de 1992, no Pará, no Brasil, de falência geral dos órgãos.. Deixou uma herança de
6 000 000 de dólares estadunidenses, que passou a ser disputada entre seus dois filhos.  